# 亞布盧奇科
48°4′32″N 32°20′25″E / 48.07556°N 32.34028°E
亞布盧奇科（烏克蘭語：Яблучко），是烏克蘭中部的村莊，隸屬基洛夫格勒州的克羅皮夫尼茨基區。該村面積0.33平方公里，海拔高度120米，2025年人口50，人口密度每平方公里255.3人。